# Stoney End
| Recensione | Giudizio |
| ---------- | -------- |
| AllMusic   |          |

Stoney End è il dodicesimo album in studio della cantante statunitense Barbra Streisand, pubblicato nel 1971 dalla Columbia Records.

## Tracce
Lato A
1. I Don't Know Where I Stand – 3:45 (Mitchell)
2. Hands Off the Man (Flim Flam Man) – 2:33 (Nyro)
3. If You Could Read My Mind – 3:50 (Lightfoot)
4. Just a Little Lovin' (Early in the Mornin') – 2:28 (Mann, Weil)
5. Let Me Go – 2:22 (Newman)
6. Stoney End – 2:59 (Nyro)

Lato B
1. No Easy Way Down – 3:52 (Goffin, King)
2. Time and Love – 3:39 (Nyro)
3. Maybe – 3:09 (Nilsson)
4. Free the People – 3:17 (Keith)
5. I'll Be Home – 2:56 (Newman)

## Classifiche
| Classifica (1971) | Posizione massima |
| ----------------- | ----------------- |
| Canada            | 10                |
| Regno Unito       | 28                |
| Stati Uniti       | 10                |